# مارک بردشاو (بازیکن فوتبال)
مارک بردشاو (انگلیسی: Mark Bradshaw؛ زادهٔ ۷ سپتامبر ۱۹۶۹) بازیکن فوتبال اهل بریتانیا است.
از باشگاه‌هایی که در آن بازی کرده‌است می‌توان به باشگاه فوتبال یورک سیتی، باشگاه فوتبال کرزن اشتون، باشگاه فوتبال مکلسفیلد تاون، باشگاه فوتبال بلکپول، باشگاه فوتبال هالیفاکس تاون، باشگاه فوتبال استافورد رانجرز، و باشگاه فوتبال درویلزدن اشاره کرد.
وی همچنین در تیم ملی فوتبال England Semi-Pro بازی کرده‌است.